# A hírnökök
A hírnökök (eredeti cím: The Messengers) 2015-ös amerikai televíziós sorozat. A műsor alkotója Eoghan O'Donnell, a történet pedig egy csapat emberröl szól, akik különleges képességekre tettek szert és meg kell akadályozniuk a világvégét. A főbb szereplők közt megtalálható Shantel VanSanten, Diogo Morgado, J. D. Pardo, Joel Courtney és Jon Fletcher.
A sorozatot az Amerikai Egyesült Államokban a The CW adta 2015. április 17. és június 24. között. Magyarországon az AXN Black mutatta be 2015. szeptember 16-án.

## Cselekmény
Egy rejtélyes tárgy csapódik a Földbe, melynek a felrobbanása után keletkezett lökéshullámok hatására öt ember ideiglenesen meghal, majd visszatérésük után különleges képességekre tesznek szert. Vera, az eltűnt fiát kereső rádiócsillagász; Amy, a gyerekét bántalmazó exférjétől védő anyuka; Peter, az árva, problémás diák; Raul, a menekülő beépített ügynök és Joshua, a karizmatikus tévés prédikátor élete ennek hatására váratlanul összekapcsolódik. Küldetésük, hogy megállítsanak egy misztikus figurát, aki az apokalipszis négy lovasát elhozva akar világvégét okozni.

## Szereplők
| Szereplő                                 | Színész            | Magyar hang    |
| ---------------------------------------- | ------------------ | -------------- |
| Vera Buckley                             | Shantel VanSanten  |                |
| Raul Garcia                              | J. D. Pardo        |                |
| Peter Moore                              | Joel Courtney      | Szalay Csongor |
| Joshua Silburn Jr.                       | Jon Fletcher       |                |
| Erin Calder                              | Sofia Black-D'Elia |                |
| Koa Lin                                  | Jessika Van        |                |
| Zahir Zakaria                            | Winston Duke       |                |
| Alan Harris                              | Craig Frank        |                |
| Eliza Shepard                            | Jennifer Griffin   |                |
| Rose Arvale                              | Anna Diop          |                |
| Cindy Richards                           | Lauren Bowles      |                |
| Leland Schiller                          | Sam Littlefield    |                |
| Mark Plowman                             | Riley Smith        |                |
| "The Man"                                | Diogo Morgado      |                |
| Amy Calder                               | Madison Dellamea   |                |
| Ronnie                                   | Lane Garrison      |                |
| Joshua Silburn Sr.                       | Victor Slezak      |                |
| "El Jefe"                                | Miguel Martinez    |                |
| Jeff Fairbur                             | Jason Dohring      |                |
| Kay Fairburn                             | Elizabeth Bogush   |                |
| Nadia Garcia                             | Brittany O'Grady   |                |
| Leo Travers                              | Justin Bruening    |                |
| Michael Buckley-Travers / Brian Fairburn | Zeb Sanders        |                |

## Epizódok
| Sor. | Év. | Cím                                           | Rendező          | Író                                     | Premier                                | Nézettség   | Gyártási szám |
| ---- | --- | --------------------------------------------- | ---------------- | --------------------------------------- | -------------------------------------- | ----------- | ------------- |
| 1.   | 1.  | Ébredés (Awakening)                           | Stephen Williams | Eoghan O'Donnell                        | 2015. április 17. 2015. szeptember 16. | 1,19 millió | 101           |
| 2.   | 2.  | Különös varázs (Strange Magic)                | Duane Clark      | Trey Callaway & Eoghan O'Donnell        | 2015. április 24. 2015. szeptember 23. | 0,77 millió | 102           |
| 3.   | 3.  | Letűnt éden (Path to Paradise)                | Cherie Nowlan    | Történet: Oanh Ly Tévéjáték: Matt Pitts | 2015. május 1. 2015. szeptember 30.    | 0,65 millió | 103           |
| 4.   | 4.  | Harci dobok (Drums of War)                    | Guy Bee          | Carl Binder                             | 2015. május 8. 2015. október 7.        | 0,68 millió | 104           |
| 5.   | 5.  | Vigyázó szemek (Eye in the Sky)               | Eriq La Salle    | Matt Pitts                              | 2015. május 15. 2015. október 14.      | 0,71 millió | 105           |
| 6.   | 6.  | Metamorfózis (Metamorphosis)                  | Jeff Hunt        | Dre Alvarez and Anna Fishko             | 2015. május 22. 2015. október 21.      | 0,80 millió | 106           |
| 7.   | 7.  | Deus Ex Machina (Deus Ex Machina)             | Jim Conway       | Clark Perry                             | 2015. május 29. 2015. október 28.      | 0,72 millió | 107           |
| 8.   | 8.  | Belviszályok (A House Divided)                | Paul Kaufman     | Harrison Weinfeld & Daniel Zucker       | 2015. június 5. 2015. november 4.      | 0,86 millió | 108           |
| 9.   | 9.  | Ő maga a halál (Death Becomes Her)            | Larry Shaw       | Oanh Ly                                 | 2015. június 12. 2015. november 11.    | 0,83 millió | 109           |
| 10.  | 10. | Aratás (Why We Fight)                         | Tim Hunter       | Joe Peracchio                           | 2015. június 19. 2015. november 18.    | 0,76 millió | 110           |
| 11.  | 11. | Káin és Ábel (Harvest)                        | Oz Scott         | Carl Binder                             | 2015. július 10. 2015. november 25.    | 0,82 millió | 111           |
| 12.  | 12. | A remény szikrája (Spark of Hope)             | Fred Toye        | Eoghan O'Donnell                        | 2015. július 17. 2015. december 2.     | 0,62 millió | 112           |
| 13.  | 13. | Az ötödik pecsét (Houston, We Have a Problem) | Duane Clark      | Trey Callaway                           | 2015. július 24. 2015. december 9.     | 0,82 millió | 113           |